# Power BI
Power BI es un servicio de análisis de datos de Microsoft orientado a proporcionar visualizaciones interactivas y capacidades de inteligencia empresarial (en inglés: business intelligence o BI) con una interfaz lo suficientemente simple como para que los usuarios finales puedan crear por sí mismos sus propios informes y paneles.

## Descripción general
Power BI proporciona servicios de BI basados en la nube, conocidos como “Power BI Services”, junto con una interfaz basada en escritorio, denominada “Power BI Desktop”. Ofrece capacidades de almacenamiento de datos, incluyendo preparación de datos, descubrimiento de datos y paneles interactivos. En marzo de 2016, Microsoft lanzó un servicio adicional llamado “Power BI Embedded” en Azure, su plataforma en la nube. Uno de los principales diferenciadores del producto es la capacidad de cargar visualizaciones personalizadas.

## Historia
Esta aplicación fue concebida originalmente por Thierry D'Hers y Amir Netz del equipo de SQL Server Reporting Services en Microsoft. Fue diseñado originalmente por Ron George en el verano de 2010 y nombrado Proyecto Crescent. Project Crescent estaba disponible inicialmente para su descarga pública el 11 de julio de 2011 incluido con SQL Server Codename Denali. Más tarde renombrado a Power BI, Microsoft lo dio a conocer en septiembre de 2013 como Power BI para Office 365. La primera versión de Power BI se basó en complementos de Microsoft Excel: Power Query, Power Pivot y Power View. Con el tiempo, Microsoft también agregó muchas características adicionales como preguntas y respuestas, conectividad de datos de nivel empresarial y opciones de seguridad a través de las puertas de enlace de Power BI. Power BI fue lanzado por primera vez al público en general el 24 de julio de 2015.
En febrero de 2019, Gartner confirmó a Microsoft como líder en el “Cuadrante Mágico de Gartner 2019 para Análisis y Plataforma de Inteligencia de Negocios” como resultado de las capacidades de la plataforma Power BI. Esto representó el duodécimo año consecutivo de reconocimiento de Microsoft como proveedor líder en esta categoría cuadrante mágico (a partir de 3 años antes de que se creara esta herramienta).

## Componentes clave
Los componentes clave del ecosistema de Power BI comprenden: 
- Power BI Desktop La aplicación basada en escritorio de Windows para equipos y escritorios, principalmente para diseñar y publicar informes en el servicio.
- Power BI Service El servicio en línea basado en SaaS (software como servicio) (anteriormente conocido como Power BI para Office 365, ahora denominado PowerBI.com o simplemente Power BI).
- Power BI Mobile Apps Las aplicaciones de Power BI Mobile para dispositivos Android y iOS, así como para teléfonos y tabletas Windows.
- Power BI Gateway Puertas de enlace que se usan para sincronizar datos externos dentro y fuera de Power BI. En el modo empresarial, también pueden usar los flujos y PowerApps en Office 365.
- Power BI Embedded La REST API de Power BI se puede usar para crear paneles e informes en las aplicaciones personalizadas que sirven a los usuarios de Power BI, así como a los usuarios que no son de Power BI.
- Power BI Report Server Una solución de informes de Power BI local para empresas que almacenan o no los datos en el servicio Power BI basado en la nube.
- Power BI Visuals Marketplace Un mercado de objetos visuales personalizados y objetos visuales con tecnología R.